# Evfemija Samborovna
Evfemija, tudi Alenta in Zofija (poljsko Eufemia Samborówna) je bila poljska vojvodinja, hči vzhodnopomorjanskega vojvode Samborja II. Lubievskega in Tčevskega in Matilde Mecklenburške, * pred 1245, † med 22. februarjem 1296 in 5. februarjem 1309.

## Življenje
V virih se je s svojimi sestrami prvič pojavila v ustanovni listini samostana v Pogódkih z datumom 29. junij 1258. S šlezijskim vojvodom Boleslavom II. Rogatim se je poročila verjetno leta 1264. Po pisanju v  Poljski kroniki zakon ni bil uspešen  zaradi Boleslavove odkrite nezvestobe. Evfemija naj bi se v samo eni obleki peš vrnila v Gdansko Pomorjansko.
Kasneje se je verjetno vrnila v Šlezijo in preživela moža, saj je 12. aprila 1284 kot Boleslavova vdova sodelovala v pravnem poslu za cerkev klaris v Vroclavu. V dokumentu se pojavlja kot Zofija, kar je dalo povod za zmotno prepričanje, da to ni bila ona ampak Boleslavova ljubica. To mnenje je ovrgel Kazimierz Jasiński.
5. februarja 1309 sta vroclavska vojvoda Boleslav III. Izgubljeni in Henrik VI. Dobri podelila vroclavskim klarisam kurijo, podedovano od pomorjanske vojvodinje Evfemije. To dokazuje, da je vojvodinja umrla pred tem datumom. Pokopana je bila verjetno v dominikanski cerkvi v Legnici. Evfemija najverjetneje ni imela otrok, čeprav je možno, da je bila njena hči Katarina, ki je umrla v mladosti.